# شارما أدد الثاني
شارما-أدد الثاني ملك آشور للفترة من 1601 ق.م حتى 1599 ق.م.
خلف والده الملك شو نينوا في حكم الدولة الآشورية. ووفقاً للسجلات الآشورية فأن فترة حكمه استمرت ثلاث سنوات، ولم يذكر أي تفاصيل عن ولايته.
وقد خلفه على العرش شقيقه الملك إيريشوم الثالث.